# Charakternik
Charakternik – wśród Kozaków zaporoskich Kozak, któremu przypisywano nadprzyrodzone zdolności (zaklinanie kul, dar jasnowidzenia).
Zajmowali się wróżbiarstwem i lecznictwem ludowym. Prawdopodobnie wywodzili się z pogańskich wołchwów, których do ucieczki na stepy zmusiły prześladowania ze strony chrześcijan.